# ده نو ۱ (بم)
ده نو ۱ یک منطقهٔ مسکونی در ایران است که در بخش مرکزی شهرستان بم واقع شده‌است. براساس سرشماری مرکز آمار ایران در سال ۱۳۹۵، ده نو ۱ ۴۶ نفر جمعیت دارد.